# Leicester City F.C.
Leicester City Football Club je angleški nogometni klub iz Leicesterja. Trenutno nastopa v Premier Ligi. Uvrstitev v najelitnejšo angleško ligo so dosegli v sezoni 2013/14, ko so v Football League Championshipu, drugi angleški nogometni ligi, osvojili prvo mesto.
Klub je bil ustanovljen leta 1884 kot Leicester Fosse. Član nogometne lige pa je postal šele 10 let kasneje. Največji uspehi kluba so drugo mesto v Premier Ligi leta 1929, trikratna osvojitev angleškega pokala ter finale FA pokala v sezoni 1968/69. Domače tekme od leta 2002 igra na stadionu King Power.
V sezoni 2015/16 je klub presenetil z uvrstitvijo na prvo mesto Premier Lige in s tem osvojitvijo naslova angleškega prvaka, kar je bila njihova prva prvenstvena zmaga v zgodovini kluba. Zmago so nekateri označili za enega največjih presenečenj v zgodovini športa. Po mnenju športnih novinarjev je bil njihov napadalec Jamie Vardy najboljši nogometaš sezone.

## 10 najdražjih nakupov Leicester Cityja
1. Ahmed Musa iz CSKA Moskve - 19,5 mio. EUR
2. Nampalys Mendy iz Nice - 15,5 mio. EUR
3. Shinji Okazaki iz Mainza - 11 mio. EUR
4. Leonardo Ulloa iz Brightona - 10,12 mio. EUR
5. Andrej Kramarić iz Rijeke - 9 mio. EUR
6. N'Golo Kanté iz Caena - 9 mio. EUR
7. Bartosz Kapustka iz Cracovie - 9 mio. EUR
8. Yohan Benalouane iz Atalante - 7 mio. EUR
9. Gökhan Inler iz S.S.C. Napolija - 7 mio. EUR
10. Daniel Amartey iz Copenhagna - 6,6 mio. EUR